# Philippe Marquis
Philippe Marquis (Quebec, 9 mei 1989) is een Canadese freestyleskiër. Marquis vertegenwoordigde zijn vaderland op de Olympische Winterspelen 2014 in Sotsji en op de Olympische Winterspelen 2018 in Pyeongchang. Hij is de jongere broer van freestyleskiër Vincent Marquis.

## Carrière
Marquis maakte zijn wereldbekerdebuut in januari 2008 in Mont Gabriel, een jaar scoorde hij dankzij een negende plaats in Mont Gabriel zijn eerste wereldbekerpunten. Op de wereldkampioenschappen freestyleskiën 2009 in Inawashiro eindigde de Canadees als twaalfde op het onderdeel dual moguls en als 23e op het onderdeel moguls.
In januari 2012 stond Marquis in Lake Placid voor de eerste maal in zijn carrière op het podium van een wereldbekerwedstrijd. Op 9 maart 2012 boekte hij in Åre zijn eerste wereldbekerzege. In Voss nam de Canadees deel aan de wereldkampioenschappen freestyleskiën 2013. Op dit toernooi eindigde hij als zevende op het onderdeel dual moguls en als vijftiende op het onderdeel moguls. Tijdens de Olympische Winterspelen van 2014 in Sotsji eindigde Marquis als negende op het onderdeel moguls.
Op de wereldkampioenschappen freestyleskiën 2015 in Kreischberg veroverde de Canadees de zilveren medaille op het onderdeel dual moguls, op het onderdeel moguls eindigde hij op de zesde plaats. In de Spaanse Sierra Nevada nam hij deel aan de wereldkampioenschappen freestyleskiën 2017. Op dit toernooi eindigde hij als veertiende op het onderdeel dual moguls en als zestiende op het onderdeel moguls. Tijdens de Olympische Winterspelen van 2018 in Pyeongchang eindigde Marquis als twintigste op het onderdeel moguls.
Op de wereldkampioenschappen freestyleskiën 2019 in Park City eindigde de Canadees als zesde op het onderdeel moguls.

## Resultaten

### Olympische Winterspelen
| Jaar | Plaats      | Resultaten |
| ---- | ----------- | ---------- |
| 2014 | Sotsji      | 9e Moguls  |
| 2018 | Pyeongchang | 20e Moguls |

### Wereldkampioenschappen
| Jaar | Plaats        | Resultaten                 |
| ---- | ------------- | -------------------------- |
| 2009 | Inawashiro    | 12e Dual Moguls 23e Moguls |
| 2013 | Voss          | 7e Dual Moguls 15e Moguls  |
| 2015 | Kreischberg   | Dual Moguls · 6e Moguls    |
| 2017 | Sierra Nevada | 14e Dual Moguls 16e Moguls |
| 2019 | Park City     | 6e Moguls                  |

### Wereldbeker
Eindklasseringen
| Seizoen   | Algm | MO    |
| --------- | ---- | ----- |
| 2008/2009 | 94e  | 25e   |
| 2009/2010 | 51e  | 15e   |
| 2010/2011 | 162e | 44e   |
| 2011/2012 | 9e   | 4e    |
| 2012/2013 | 32e  | 7e    |
| 2013/2014 | 35e  | 8e    |
| 2014/2015 | 8e   | Brons |
| 2015/2016 | 16e  | 4e    |
| 2016/2017 | 16e  | 4e    |
| 2017/2018 | 131e | 24e   |
| 2018/2019 | 68e  | 13e   |

Wereldbekerzeges
| Datum            | Plaats | Onderdeel   |
| ---------------- | ------ | ----------- |
| 9 maart 2012     | Åre    | Moguls      |
| 13 december 2014 | Ruka   | Dual Moguls |